# Ataenius lanei
Ataenius lanei är en skalbaggsart som beskrevs av Rudolph Petrovitz 1973. Ataenius lanei ingår i släktet Ataenius och familjen Aphodiidae. Inga underarter finns listade.